# Cincinnati Open (doppio femminile)
Questo è un elenco delle finali del doppio femminile del Cincinnati Open. 
Albo d'oro tratto dal libro From Club Court to Center Court.
| Anno       | Vincitrici                                                              | Finaliste                                          | Punteggio                                       |
| ---------- | ----------------------------------------------------------------------- | -------------------------------------------------- | ----------------------------------------------- |
| 1899       | Juliette Atkinson (1) Myrtle McAteer (1)                                | Winona Closterman Julia Doherty                    | 6–1, 6–2, 6–3                                   |
| 1900       | Myrtle McAteer (2) Maud Banks (1)                                       | Winona Closterman Mardi Hunt                       | 6–1, 6–0                                        |
| 1901       | Juliette Atkinson (2) Marion Jones                                      | Winona Closterman Lilly Wilshire                   | 3–6, 7–9, 6–3, 9–7, 6–2                         |
| 1902       | Maud Banks (2) Hallie Champlin                                          | Winona Closterman Carrie Neely                     | 6–2, 7–5                                        |
| 1903       | Winona Closterman Carrie Neely (1)                                      | Myrtle McAteer Marie Wimer                         | 6–3, 8–6                                        |
| 1904       | Myrtle McAteer (3) Marie Wimer                                          | Winona Closterman Carrie Neely                     | 6–3, 6–4                                        |
| 1905       | Myrtle McAteer (4) Helen Homans                                         | May Sutton Bundy Lula Belden                       | 6–1, 6–3                                        |
| 1906       | May Sutton Bundy Marjorie Dodd (1)                                      | Florence Sutton Lula Belden                        | 6–3, 3–6, 6–3                                   |
| 1907       | Ruth Cowing Martha Kinsey (1)                                           | Adele Kruse Natalie Breed                          | 6–1, 6–3                                        |
| 1908       | Martha Kinsey (1) Marjorie Dodd (2)                                     | Adele Kruse Dorothy Kellogg                        | 6–4, 6–3                                        |
| 1909       | Martha Kinsey (2) Adele Kruse                                           | Edith Hannam Julius Frieberg                       | 6–4, 7–5                                        |
| 1910       | Martha Kinsey (3) Helen McLaughlin (1)                                  | Miriam Steever Jane Craven                         | 1–6, 6–4, 6–3                                   |
| 1911       | Helen Ratterman R. Sanders Cordes                                       | Edith Emerson Mardi Hunt                           | 6–1, 6–0                                        |
| 1912       | M. Kendall Browne Louise Moyes                                          | May Sutton Bundy Gus Touchard                      | 6–3, 6–3                                        |
| 1913       | R. Fairbairn Marty Helen McLaughlin (2)                                 | Marjorie Dodd Elizabeth Cleneay                    | 6–4, 6–4                                        |
| 1914       | Non disputato                                                           | Non disputato                                      | Non disputato                                   |
| 1915       | Molla Bjurstedt Mallory Carrie Neely (2)                                | R. Sanders Cordes M. M. MacNeill                   | 6–1, 6–0                                        |
| 1916       | Martha Guthrie Martha Ellis                                             | Marguerite Davis Marjorie Hires                    | 6–3, 8–6                                        |
| 1917– 1919 | Non disputato                                                           | Non disputato                                      | Non disputato                                   |
| 1920       | Ruth King Bobbie Esch                                                   | R. Sanders Cordes Mildred Rask                     | 6–8, 11–9, 6–3                                  |
| 1921– 1926 | Non disputato                                                           | Non disputato                                      | Non disputato                                   |
| 1927       | Clara Louise Zinke (1) Olga Strashun Weil                               | Marion Leighton Ruth Riese                         | 7–5, 6–1                                        |
| 1928       | Clara Louise Zinke (2) Ruth Oexman (1)                                  | Ruth Riese Betty Duffy                             | 6–0, 7–5                                        |
| 1929       | Non disputato                                                           | Non disputato                                      | Non disputato                                   |
| 1930       | Clara Louise Zinke (3) Ruth Oexman (2)                                  | Ruth Riese Barbara Duffy                           | 6–0, 6–2                                        |
| 1931       | Clara Louise Zinke (4) Ruth Oexman (3)                                  | Josephine Gray Barbara Duffy                       | 5–7, 6–2, 6–3                                   |
| 1932       | Clara Louise Zinke (5) Ruth Oexman (4)                                  | D. Weisel Hack Helen Fulton                        | 6–2, 1–6, 6–4                                   |
| 1933       | Elizabeth Kesting (1) Helen Fulton (1)                                  | Clara Louise Zinke Ruth Oexman                     | Titolo condiviso                                |
| 1934       | Helen Fulton (2) Elizabeth Kesting (2)                                  | Esther Bartosh Marianne Hunt                       | 0–6, 6–3, 7–7 rit.                              |
| 1935       | Torneo sospeso a causa della Grande depressione                         | Torneo sospeso a causa della Grande depressione    | Torneo sospeso a causa della Grande depressione |
| 1936       | Catherine Wolf (1) Edna Smith                                           | Josephine Gray Lila Porter                         | 6–3, 6–4                                        |
| 1937       | Josephine Gray Jane Wagner                                              | Monica Nolan Clara Louise Zinke                    | 7–5, 6–4                                        |
| 1938       | Virginia Wolfenden P. Canning Todd (1)                                  | Monica Nolan Marta Barnett                         | 0–6, 8–6, 6–2                                   |
| 1939       | Catherine Wolf (2) Monica Nolan                                         | Jane Wagner Josephine Gray                         | 6–4, 6–1                                        |
| 1940       | Alice Marble Mary Arnold Prentiss (1)                                   | Mary Hardwick Nina Brown                           | 7–5, 6–4                                        |
| 1941       | Jane Stanton Barbara Bradley                                            | Doris Hart Nellie Sheer                            | 6–4, 4–6, 12–10                                 |
| 1942       | Catherine Wolf (3) Peggy Welsh                                          | Monica Nolan Jane Wagner                           | 6–3, 6–0                                        |
| 1943       | Pauline Betz Nancy Corbett                                              | Catherine Wolf Jane Wagner                         | 6–3, 9–7                                        |
| 1944       | Dorothy Bundy (1) Mary Arnold Prentiss (2)                              | Pauline Betz Gloria Thompson                       | 6–3, 6–2                                        |
| 1945       | Dorothy Bundy (2) Sarah Palfrey Cooke                                   | Mary Arnold Prentiss Shirley Fry Irvin             | 6–2, 6–2                                        |
| 1946       | Mary Arnold Prentiss (3) Shirley Fry Irvin                              | Virginia Kovacs Barbara Scofield                   | 6–3, 6–4                                        |
| 1947       | Marta Barnett Rosemary Buck                                             | Baba Madden Lewis Nancy Corbett                    | 6–4, 6–2                                        |
| 1948       | Dorothy Head (1) Magda Rurac (1)                                        | Betty Pratt Margaret Varner Bloss                  | 3–6, 6–4, 6–2                                   |
| 1949       | Nancy Morrison Magda Rurac (2)                                          | Catherine Malcolm Barbara Beckel                   | 6–2, 6–4                                        |
| 1950       | Beverly Baker Magda Rurac (3)                                           | Jeanne Arth S. Arth Loeding                        | 6–3, 6–1                                        |
| 1951       | Patricia Canning Todd (2) Dorothy Head (2)                              | Magda Rurac Sue Herr                               | 6–2, 6–3                                        |
| 1952       | Anita Kanter (1) Joan Merciadis                                         | Louise Kiely Sara Mae Turber                       | 6–4, 6–1                                        |
| 1953       | Thelma Coyne Long Anita Kanter (2)                                      | L. Lou Jahn Kunnen Joan Merciadis                  | 7–5, 6–2                                        |
| 1954       | Pat Stewart Ethel Norton                                                | Juliana Copeland Sara Mae Turber                   | 6–4, 6–2                                        |
| 1955       | Karol Fageros (1) Mimi Arnold contro Yola Ramírez Ochoa Sara Mae Turber |                                                    | Titolo condiviso                                |
| 1956       | Karol Fageros (2) J. Hopps Adkisson                                     | Juliana Copeland Yola Ramírez Ochoa                | 9–7, 6–4                                        |
| 1957       | Margareta Bonstrom Lois Felix                                           | Linda Vail Pat Naud                                | 7–5, 6–1                                        |
| 1958       | Martha Hernández Marilyn Montgomery (1)                                 | Gwyn Thomas Sara Mae Turber                        | 6–3, 5–7, 6–0                                   |
| 1959       | M. Martin Marilyn Montgomery (2)                                        | Carole Loop Susan Butt                             | 6–4, 6–1                                        |
| 1960       | Justina Bricka Carol Hanks                                              | Linda Nein Farel Footman                           | 6–3, 6–4                                        |
| 1961       | Carole Caldwell Graebner Cathie Gagel                                   | Lynn Haines Peachy Kellmeyer                       | 6–4, 8–6                                        |
| 1962       | R. A. Baumgardner (1) Mary Habitch                                      | Tory Ann Fretz Carolyn Rogers                      | 7–5, 8–6                                        |
| 1963       | R. A. Baumgardner (2) Linda Lou Crosby                                  | Virginia Brown Carolyn Rogers                      | 6–4, 4–6, 6–2                                   |
| 1964       | Brenda Nunns Faye Urban                                                 | Jean Danilovich Cathie Gagel                       | 6–1, 7–9, 6–2                                   |
| 1965       | R. A. Baumgardner (3) Stephanie DeFina                                  | Marmee Fry Ginger Pfeiffer                         | 6–4, 6–2                                        |
| 1966       | Jane Bartkowicz (1) Peachy Kellmeyer                                    | Patsy Rippy Becky Vest                             | 6–1, 6–4                                        |
| 1967       | Jane Bartkowicz (2) Patsy Rippy                                         | Pixie Lamm Marilyn Aschner                         | 6–3, 6–0                                        |
| 1968       | Emilie Burrer Linda Tuero                                               | Peggy Michel Carol Gay                             | 6–2, 6–3                                        |
| 1969       | Kerry Harris (1) Valerie Ziegenfuss                                     | Emilie Burrer Pam Richmond                         | 6–3, 9–7                                        |
| 1970       | Rosie Casals Gail Sherriff                                              | Helen Gourlay Pat Walkden-Pretorius                | 12–10, 6–1                                      |
| 1971       | Helen Gourlay Kerry Harris (2)                                          | Gail Sherriff Winnie Shaw                          | 6–4, 6–4                                        |
| 1972       | Margaret Smith Court Evonne Goolagong                                   | Brenda Kirk Pat Walkden-Pretorius                  | 6–4, 6–1                                        |
| 1973       | Ilana Kloss Pat Walkden-Pretorius                                       | Evonne Goolagong Janet Young                       | 7–6, 3–6, 6–2                                   |
| 1974– 1987 | Torneo non disputato                                                    | Torneo non disputato                               | Torneo non disputato                            |
| 1988       | Beth Herr Candy Reynolds                                                | Lindsay Bartlett Helen Kelesi                      | 4–6, 7–6(9), 6–1                                |
| 1989– 2003 | Torneo non disputato                                                    | Torneo non disputato                               | Torneo non disputato                            |
| 2004       | Jill Craybas Marlene Weingärtner                                        | E. Gagliardi Anna Groenefeld                       | 7–5, 7–6(2)                                     |
| 2005       | Laura Granville Abigail Spears (1)                                      | Květa Peschke María Emilia Salerni                 | 3–6, 6–2, 6–4                                   |
| 2006       | Maria Elena Camerin Gisela Dulko                                        | Marta Domachowska Sania Mirza                      | 6–4, 3–6, 6–2                                   |
| 2007       | Bethanie Mattek-Sands Sania Mirza                                       | Alina Židkova Tat'jana Puček                       | 7–6(4), 7–5                                     |
| 2008       | Marija Kirilenko (1) Nadia Petrova                                      | Hsieh Su-wei Jaroslava Švedova                     | 6–3, 4–6, [10–8]                                |
| 2009       | Cara Black Liezel Huber                                                 | Nuria Llagostera Vives María José Martínez Sánchez | 6–3, 0–6, [10–2]                                |
| 2010       | Viktoryja Azaranka Marija Kirilenko (2)                                 | Lisa Raymond Rennae Stubbs                         | 7–6(4), 7–6(8)                                  |
| 2011       | Vania King Jaroslava Švedova                                            | Natalie Grandin Vladimíra Uhlířová                 | 6–4, 3–6, [11–9]                                |
| 2012       | Andrea Hlaváčková Lucie Hradecká (1)                                    | Katarina Srebotnik Zheng Jie                       | 6–1, 6–3                                        |
| 2013       | Hsieh Su-wei Peng Shuai                                                 | Anna-Lena Grönefeld Květa Peschke                  | 2–6, 6–3, [12–10]                               |
| 2014       | Raquel Kops-Jones Abigail Spears (2)                                    | Tímea Babos Kristina Mladenovic                    | 6–1, 2–0 ritiro                                 |
| 2015       | Chan Hao-ching Chan Yung-jan (1)                                        | Casey Dellacqua Jaroslava Švedova                  | 7–5, 6–4                                        |
| 2016       | Sania Mirza Barbora Strýcová                                            | Martina Hingis Coco Vandeweghe                     | 7–5, 6–4                                        |
| 2017       | Chan Yung-jan (2) Martina Hingis                                        | Hsieh Su-wei Monica Niculescu                      | 4–6, 6–4, [10–7]                                |
| 2018       | Lucie Hradecká (2) Ekaterina Makarova                                   | Elise Mertens Demi Schuurs                         | 6–2, 7–5                                        |
| 2019       | Lucie Hradecká (3) Andreja Klepač                                       | Anna-Lena Grönefeld Demi Schuurs                   | 6–4, 6–1                                        |
| 2020       | Květa Peschke Demi Schuurs                                              | Nicole Melichar Xu Yifan                           | 6–1, 4–6, [10–4]                                |
| 2021       | Samantha Stosur Zhang Shuai                                             | Gabriela Dabrowski Luisa Stefani                   | 7–5, 6–3                                        |
| 2022       | Ljudmyla Kičenok Jeļena Ostapenko                                       | Nicole Melichar-Martinez Ellen Perez               | 7–6(5), 6–3                                     |
| 2023       | Alycia Parks Taylor Townsend                                            | Nicole Melichar-Martinez Ellen Perez               | 6(1)–7, 6–4, [10–6]                             |
| 2024       | Asia Muhammad Erin Routliffe (1)                                        | Leylah Fernandez Julija Putinceva                  | 3–6, 6–1, [10–4]                                |
| 2025       | Gabriela Dabrowski Erin Routliffe (2)                                   | Guo Hanyu Aleksandra Panova                        | 6-4, 6-3                                        |